# Avion postal

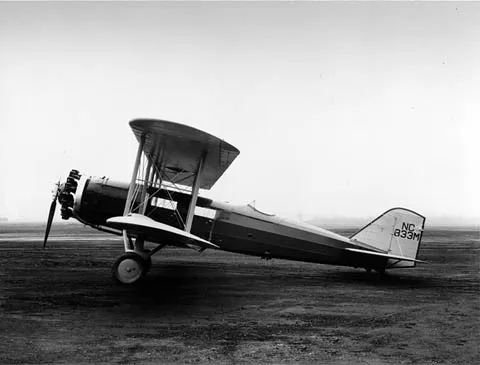
Avion postal Boeing Model 40 des années 1920.

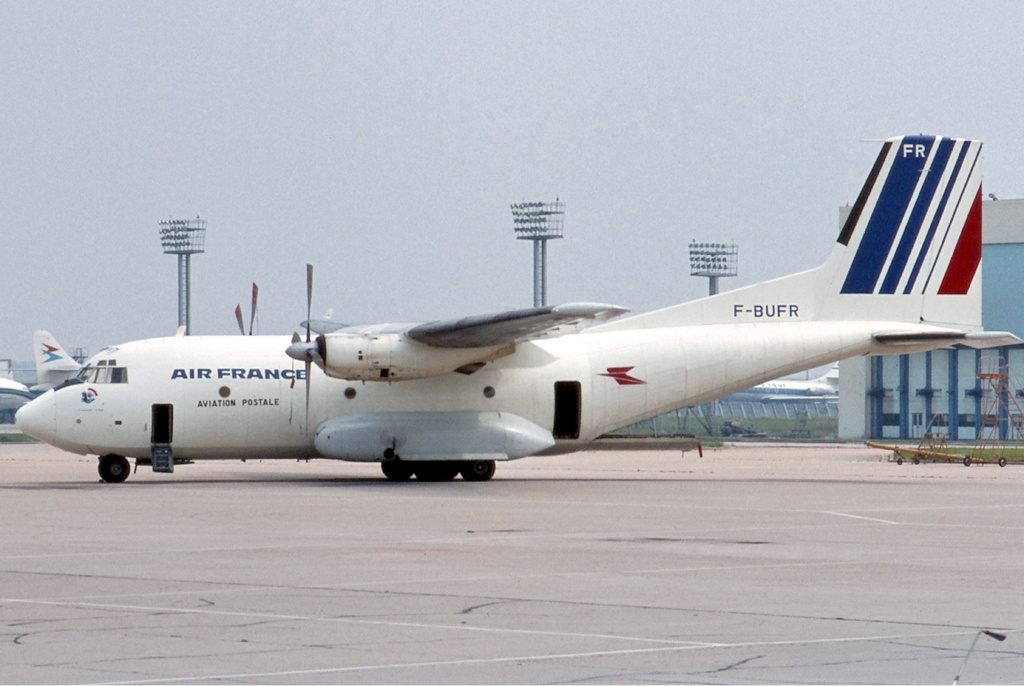
Un des quatre C-160 Transall affecté à la Compagnie générale aéropostale (Air France) dans les années 1970/1980.

Un avion postal est un avion utilisé pour le transport du courrier par voie aérienne.
Les avions uniquement destiné au transport du courrier existaient presque exclusivement avant la Seconde Guerre mondiale. Parce que les premiers avions étaient trop sous-motorisés pour transporter des cargaisons, et trop coûteux pour assurer un service de transport de passagers, le rôle principal pour les appareils civils était de transporter des lettres plus rapidement qu'auparavant. Durant les années 1920, certains avions postaux aux États-Unis ont été exploités par l'United States Army Air Corps.
Dans le passé, les avions de transport de courrier devait porter un emblème officiel spécial sur le fuselage, dans le cas d'aéronefs immatriculés en Grande-Bretagne, il arborait une flamme spéciale de la Royal Air Mail (un drapeau bleu triangulaire avec un clairon couronné jaune et les lettres "ROYAL AIR MAIL" en blanc).
Les avions postaux sont devenus de plus en plus rares à partir de la fin des années 1940 avec l'accroissement de la taille des avions et sous la pression de l'économie qui a poussé vers le transport en vrac du courrier à bord des avions de ligne. Cela reste la principale méthode d'acheminement aujourd'hui. Les colis postaux, le courrier express, cependant, sont toujours acheminés à bord de ce qui peut être considéré comme des héritiers spirituels des avions postaux d'avant-guerre. En effet, de petits appareils d'aviation générale ont été adaptés pour répondre ce besoin, tel le Cessna 208 ou le Piper PA-31 Navajo pour ne citer que les plus populaires. Les opérateurs de fret aérien, comme UPS et FedEx, transportent également du courrier ainsi que des marchandises en vrac à bord d'avions de ligne convertis.